# Logis de L'Hôpiteau
Le logis de L'Hôpiteau est situé à Bords en Charente-Maritime.

## Histoire
Les bâtiments et le parc du logis sont inscrits au titre des monuments historiques par arrêté du 8 février 2005.

## Décors
Un décor de grisailles daté de 1833 et entièrement restauré en 2015 couvre les quatre murs de la salle à manger. Appelé « La vallée du Rhône des Alpes à Marseille », il représente un paysage alpin avec un torrent qui, avant de déboucher sur un port de commerce, illustre différentes scènes de chasses au bord de l’eau. Le panoramique est composé de 23 lés et n’est pas imprimé en rouleaux, mais en carré, marquant par là son ancienneté. Il mesure 12 mètres de long sur une hauteur de 2,20 mètres. Ce papier fait partie du décor initial du château de l’Hopiteau. Jugé exceptionnel du fait de sa rareté par les spécialistes, l’ensemble a été entièrement restauré en atelier, permettant ainsi d’avoir accès aux murs afin de les traiter.